# Misgolas mestoni
Misgolas mestoni är en spindelart som först beskrevs av Hickman 1928.  Misgolas mestoni ingår i släktet Misgolas och familjen Idiopidae.
Artens utbredningsområde är Tasmanien. Inga underarter finns listade i Catalogue of Life.